# Hyalonema populiferum
Hyalonema populiferum är en svampdjursart som beskrevs av Schulze 1899. Hyalonema populiferum ingår i släktet Hyalonema och familjen Hyalonematidae. Inga underarter finns listade i Catalogue of Life.